# Mithridate IV du Pont
Pour les articles homonymes, voir Mithridate.
Mithridate IV Philopatôr Philadelphe  est roi du Pont de 170 environ à 151 av. J.-C. environ. 

## Biographie
Mithridate IV est le frère et successeur du roi Pharnace Ier du Pont.
Le règne de ce roi n'est attesté par aucune source littéraire et il n'est connu que par ses monnaies et de rares inscriptions. Édouard Will estime dans ce contexte qu'il « paraît avoir eu un règne sans histoire ».
Dans une inscription relevée au Capitole de Rome, Mithridate proclame amicia et societas avec le peuple romain. De concert avec Ariarathe V de Cappadoce, il soutient le fidèle allié de Rome Attale II de Pergame lors de son conflit avec Prusias II de Bithynie.
Mithridate IV a épousé sa sœur nommée Laodicé avec laquelle il est représenté sur ses monnaies avec l'inscription « Roi Mithridatès et Reine Laodikê Philadelphoï ».
Le couple royal ne semble pas avoir laissé d'héritier et la succession est assurée par son neveu Mithridate V.